# Gabriel Rivas
Gabriel Rivas (San Giovanni di Moriana, 21 gennaio 1986) è un ex sciatore alpino francese.

## Biografia
Rivas, originario di La Toussuire, ha fatto il suo esordio in gare valide ai fini del punteggio FIS l'11 dicembre 2001, disputando in uno slalom speciale a Morzine. Il 10 dicembre 2005 anni dopo ha debuttato in Coppa Europa a Valloire, partecipando a uno slalom gigante senza riuscire a concludere la prima manche, e il 15 gennaio 2012 ha esordito in Coppa del Mondo nello slalom speciale di Wengen (25º).
Il 15 dicembre 2012 a San Vigilio ha ottenuto in slalom parallelo la sua unica vittoria, nonché unico podio, in Coppa Europa e il 13 gennaio 2013 il suo miglior piazzamento in Coppa del Mondo, ad Adelboden in slalom speciale (18º). La sua ultima gara in Coppa del Mondo è stato lo slalom gigante di Sankt Moritz del 2 febbraio 2014, che non ha completato, e l'ultima gara della sua attività agonistica è stato lo slalom speciale FIS disputato il 27 febbraio 2015 ad Almaty, chiuso da Rivas al 9º posto. In carriera non ha preso parte né a rassegne olimpiche né iridate.

## Palmarès

### Coppa del Mondo
- Miglior piazzamento in classifica generale: 117º nel 2012

### Coppa Europa
- Miglior piazzamento in classifica generale: 40º nel 2013
- 1 podio:
  - 1 vittoria

#### Coppa Europa - vittorie
| Data             | Località    | Paese  | Specialità |
| ---------------- | ----------- | ------ | ---------- |
| 15 dicembre 2012 | San Vigilio | Italia | PR         |

Legenda:

PR = slalom parallelo

### Nor-Am Cup
- Miglior piazzamento in classifica generale: 20º nel 2011
- 2 podi:
  - 2 vittorie

#### Nor-Am Cup - vittorie
| Data           | Località       | Paese  | Specialità |
| -------------- | -------------- | ------ | ---------- |
| 3 gennaio 2011 | Val Saint-Côme | Canada | SL         |
| 17 marzo 2011  | Whistler       | Canada | SL         |

Legenda:

SL = slalom speciale

### South American Cup
- Miglior piazzamento in classifica generale: 18º nel 2014 e nel 2015
- 2 podi:
  - 2 vittorie

#### South American Cup - vittorie
| Data              | Località             | Paese     | Specialità |
| ----------------- | -------------------- | --------- | ---------- |
| 13 settembre 2013 | Ushuaia Cerro Castor | Argentina | GS         |
| 31 agosto 2014    | La Parva             | Cile      | SL         |

Legenda:

GS = slalom gigante

SL = slalom speciale